# Bienne (Sarthe)
Die Bienne ist ein Fluss in Frankreich, der im Département Sarthe in der Regionen Pays de la Loire verläuft. Sie entspringt im Regionalen Naturpark Normandie-Maine, im Gemeindegebiet von Aillières-Beauvoir, entwässert in vielen Windungen generell Richtung Südwest und mündet nach rund 31 Kilometern im Gemeindegebiet von Piacé als linker Nebenfluss in die  Sarthe. Etwa 100 Meter vor ihrer Mündung erreicht sie von rechts der Nebenfluss Rosay Nord.

## Orte am Fluss
(Reihenfolge in Fließrichtung)
- Aillières-Beauvoir
- Villaines-la-Carelle
- Neufchâtel-en-Saosnois
- Saint-Rémy-du-Val
- Thoiré-sous-Contensor
- Grandchamp
- Chérancé
- Piacé